# Bokutachi no Yukue
«Bokutachi no Yukue» (僕たちの行方?) es el primer sencillo de la cantante japonesa Hitomi Takahashi, lanzado al mercado el día 13 de abril del año 2005 bajo el sello gr8! records.

## Detalles
El sencillo tuvo un éxito rotundo, principalmente debido a que fue utilizado como el tercer tema opening de una de las series de anime más populares en Japón, llamada Gundam Seed Destiny. Prácticamente todos los artistas que el sello Sony Music Entertainment Japan ha utilizado para cantar temas para esta serie se han convertido en éxitos aunque sean artistas desconocidos, y obviamente Hitomi, que recién debutaba como cantante, no fue la excepción.
Pero pocos sencillos de la serie habían logrado llegar al tope de las listas de Oricon, y Hitomi lo logró con este tema. Se convirtió en la segunda cantante japonesa de género femenino que logra llegar al primer lugar de estas listas con su primer sencillo, aparte de que "Bokutachi no Yukue" fue uno de los sencillos que más vendió dentro del año 2005.

## Canciones
1. «Bokutachi no Yukue» (僕たちの行方?)
2. «Kaze no Kirin» (風のキリン?)
3. «Melody» (メロディ?)
4. «Bokutachi no Yukue» (僕たちの行方?) (Instrumental)

- Datos: Q4938847